# Diecezja Ballarat
Diecezja Ballarat (łac. Diœcesis Ballaratensis) – diecezja Kościoła rzymskokatolickiego, należąca do metropolii Melbourne. Została erygowana 30 marca 1874 roku na terytorium należącym wcześniej do diecezji Melbourne.

## Główne świątynie
- Katedra: Katedra św. Patryka w Ballarat

## Biskupi diecezjalni
- Michael O’Connor (1874–1883)
- James Moore (1884–1904)
- Joseph Higgins (1905–1915)
- Daniel Foley (1916–1941)
- James O’Collins (1941–1971)
- Ronald Mulkearns (1971–1997)
- Peter Connors (1997–2012)
- Paul Bird CSsR (od 2012)